# Мейясу, Квентин
Квентин Мейясу́ (фр. Quentin Meillassoux; род. 26 октября 1967 года) — французский философ; преподает в Университетe Париж 1 Пантеон-Сорбонна.

## Биография
Квентин Мейясу родился в Париже в 1967 году. С 1988 по 1991 учился в Высшей нормальной школе. В 1997 году под руководством Бернара Буржуа защитил диссертацию под названием «Божественное несуществование. Эссе о виртуальном боге» (выдержки из неё были переведены на английский в книге Г. Хармана «Квентин Мейясу: философия в развитии»). Во время своего обучения в Нормальной школе совместно с Аленом Бадью и Ивом Дюро (Yves Duroux) принял участие в создании Международного центра по изучению современной французской философии (CIEPFC).
Сын антрополога Клода Мейясу.

## Деятельность
Первая книга Мейясу «После конечности: эссе о необходимости контингентности» (2006) считается ключевой для движения спекулятивного реализма. Основных членов этого движения объединяет попытка преодолеть как корреляционизм, так и философии привилегированного доступа. В «После конечности» Мейясу определяет корреляционизм как «идею, согласно которой мы всегда имели доступ только к корреляции между мышлением и бытием, и один термин никогда не рассматривался в отрыве от другого». Философии привилегированного доступа — это те философские учения, которые наделяют человека привилегиями по сравнению с другими предметами. Обе эти идеи представляют собой различные формы антропоцентризма. Ален Бадью в предисловии к «После конечности» пишет, что Мейясу вводит в современную философию совершенно новую альтернативу кантовской традиции; альтернативу, отличную от критицизма, скептицизма и догматизма. Книга была переведена на английский философом Рэем Брасье.
Вторая опубликованная работа Мейясу — «Число и сирена» (2011), посвященная философскому анализу «Броска костей» Малларме.

## После конечности: Эссе о необходимости контингентности
Была опубликована в 2006 году, с введением от Алена Бадью, которое обычно есть и во французском и в английском изданиях. Ключевая книга для движения «спекулятивного реализма», которое определяет себя через оппозицию «корреляционизма», под которым подразумевает всю посткантиансткую философию. Ален Бадью в предисловии к книге писал: «Какую рану я пытаюсь вылечить, какую занозу я пытаюсь извлечь из тела бытия, когда я становлюсь тем, кого называют „философом“?» В любом случае, нет никаких сомнений, что философ рождается одним единственным вопросом, вопросом, который возникает на пересечении мысли и жизни в определенный момент молодости философа; вопрос, на который необходимо найти ответ любой ценой. Вот категория, к которой мы должны отнести книгу Квентина Мейясу."
Для Мейясу выходом из «корреляционисткой двухходовки» является сама проблема Доисторического, выход к которой осуществляется через «архиископаемые» (archifossile), о которых нам говорят рассуждения наук о доисторическом, которые касаются возраста вселенной, формирования звезд или образования Земли. Корреляция не может быть вечной, так как в противном случае у нас был бы некий «Вечный Свидетель», абсолютной может быть лишь сама фактичность корреляции, из которой Мейясу и хочет добыть «позитивное» знание. Мейясу настаивает на том, что «корреляционный круг» сам предполагает свои условия мышления из имплицитного допущения абсолютности контингентности, которая, по мнению Мейясу, не может быть деабсолютизирована без саморазрушения круга. Саму контингентность Мейясу понимает как «не-необходимость» или как «суперконтингентность» (в работе «Время без становления»), под которой подразумевает чистую «возможность-вещи-быть-другой», которую не следует путать с простой случайностью и преходящестью, которая всегда есть в рамках того или иного детерминистического закона. Мейясу же хочет восстановить «великое Внешнее», Абсолют, недогматичным путём, под которым он разумеет тезисы о «достаточном основании» и «необходимой причинности». Мейясу считает, что таким проводником к Абсолюту, который он понимает как «Гипер-Хаос» (Абсолютная Контингентность), и являются математизируемые свойства объекта и научные суждения о Доисторическом.
- Доисторическое

Мейясу начинает с жеста возобновления различения «первичных» и «вторичных» качеств (Гоббс). Ему эту нужно для того, чтобы возобновить декартовский тезис о вещи-в-себе, с той лишь разницей, что Мейясу элиминирует из первичных качеств свойства протяженности, так как они для него неотделимы от чувственной репрезентации. Таким образом, за первичными качествами Мейясу вслед за Декартом понимает все математизируемые свойства объекта, их он считает легитимными оставить не только для-нас, но и за вещью-в-себе, поскольку те диахронны. Мейясу предвосхищает критику современников, указывая на то, что такой тезис может показаться решительно докритическим, поскольку доступ к вещи-в-себе нам был закрыт после Канта, а вообще уже и после Беркли. Но Мейясу настаивает на важности проблемы «Доисторического» и проблемы «архи-скопаемого», о котором современная наука способна производить суждения.
Таким образом, Мейясу задаётся вопросом о том, как вообще возможен в эпоху господствующего в философии «корреляционизма» дискурс о «Доисторическом» (Ancestrality), и приходит к выводу, что для такой операции с неизбежностью необходимо «Великое Внешнее», под которым он разумеет абсолют. Доисторической Мейясу называет такую реальность, которая предшествовала появлению человека как вида и даже ту, которая предшествовала всем известным формам жизни на земле. Он заключает, что вообще о корреляции можно говорить двояким образом: 1) то, что корреляция есть сама фактичность корреляции, 2) то, что корреляция вечна — в таком случае, здесь уже имеется гипостазирование корреляции, то есть допущение логический ошибки в виде абсолютизации мыслимых конструкций. Для Мейясу выходом из «корреляционисткой двухходовки» сама проблема Доисторического, выход к которой осуществляется через «архиископаемые»(archifossile) о которых нам говорят рассуждения наук о доисторическом, которые касаются возраста вселенной, формирования звезд или образования Земли.
Корреляция не может быть вечной, так как в противном случае у нас был бы некий «Вечный Свидетель», абсолютной может быть лишь сама фактичность корреляции, из которой Мейясу и хочет добыть «позитивное» знание. Мейясу хочет восстановить «великое Внешнее» Абсолюта недогматичным путём (в противовес упаднической тенденции выворачивания в единственное внешнее интенциональности сознания), под которым он разумеет тезисы о «достаточном основании» и «необходимой причинности». Мейясу считает, что таким проводником к Абсолюту, который он понимает как «Гипер-Хаос» (Абсолютная Контингентность), и являются математизируемые свойства объекта и научные суждения о Доисторическом.
- Метафизика, фидеизм, спекуляция

Мейясу исходит из того, что если мы не можем помыслить абсолютное, то тогда мы не можем помыслить и доисторическое, о котором наука производит некоторые пропозиции. Мейясу считает, что нерв картезианского аргумента основывается на мысли, что существующий Бог — это противоречивое понятие, но только потому что мыслит существование как предикат предписываемый субъекту.
Мейясу рассматривает два типа корреляционизма: 1) его слабую модель, под которой разумеет модель Канта, которая допускает мыслимость «вещи-в-себе», но всячески запрещает применимость к ней тех или иных категорий. 2) сильная модель, под которой Мейясу разумеет фидеизм в философии, который не только считает, что неправомерно претендовать на познание «в-себе», но и равно неправомерно претендовать на возможность помыслить его себе.
- Принцип фактуальности

В данной главе автору принципиально важно показать, что не сама корреляция абсолютна, но лишь фактичность корреляции. Его задача показать, что фактичность составляет не опыт, в котором мышление наталкивается на собственные сущностные пределы, но напротив, отныне в фактичности, по словам Мейясу, мы должны узнать опыт знания об абсолютном. «Мы должны узнать в фактичности не недоступность абсолютного, а разоблачение „в-себе“: то есть вечное свойство того, что есть, а не знак вечной дефектности мышления о том, что есть.»
- Проблема Юма

В данной главе Мейясу возобновляет проблему так называемого «единообразия природы», которую в свое время поставил Юм и разрешает ее однозначным отказом необходимости единообразия природных законов. Так как, по мысли Мейясу, не только Абсолют есть Абсолютная Контингентность (не путать с простой случайность и преходящестью, так как те относятся к Вероятностному и всегда предполагаются в рамках того или иного детерминистического закона), но и сами физические законы абсолютно контингентны, иными словами, абсолютно не-необходимы. Меясу пишет: «нам нужно спроецировать неоснование в саму вещь и открыть в понятой нами фактичности подлинную интеллектуальную интуицию абсолюта.»
- Реванш Птолемея

В общих чертах здесь Мейясу говорит, что кантианскую революцию можно понимать не как коперниканскую, но скорее как ещё большую птолемеизацию, ввиду последствий центрации и выворачивания вовне как единственного абсолютного интенциальности сознания.

## Число и сирена. Чтение "Броска костей" Малларме
"Число и сирена: Чтение «Броска костей» Малларме" - книга Квентина Мейясу, главной задачей которой является выявление процедуры шифрования в данном произведении французского поэта, поиск кодового числа и попытка объяснить его значение. Исходя из тезисов о том, что в поэме действительно зашифровано некое число, и что знание этого числа необходимо для правильного понимания всей поэмы, Мейясу проделывает тщательный анализ самого произведения и сравнительный анализ с его с другими значимыми произведениями автора, чтобы найти принцип кода, а затем его обосновать.
Первая из двух частей книги под названием "Зашифровать число" представляет из себя, прежде всего, подробный анализ поэмы Стефана Малларме «Бросок костей никогда не отменит случай», впервые изданной в 1897, а позднее переизданной в 1914.  Содержание «Броска костей» — это описание некоего предполагаемого кораблекрушения. В этом кораблекрушении участвует некий Капитан, единственным действием которого становится колебание между тем, бросать или нет кости, зажатые в его кулаке, до того, как его поглотит водоворот.  Поэма отличается отсутствием пунктуации и «разбросанностью» слов по страницам, составляющим в конечном счете развороты из двух страниц — минимальные единицы текста — Страницы. Синтаксически она состоит из множества вводных предложений и двух основных.  Анализируя синтаксическое и лексическое строение произведения, позицию Малларме относительно появления верлибра и его проект по созданию «Livre», а также еще два его сонета — Salut и «Умолкнув с тучей высоты..», Мейясу приходит к следующим выводам:
1) Числом, закодированном в поэме, является число 707
2) таким образом, 707 претендует на статус «одного Числа, не способного стать другим». По предположению Мейясу, Малларме пытался приравнять в поэме Число Случаю, поэтому число поэмы должно быть абсолютным в своей контингентности. Также высказывается предположение, что число 707, равное количеству слов во всем произведении, является уникальным метром этой поэмы (своеобразная реакция на появление верлибра).
Во второй части книги под название "Запечатлеть бесконечное" Мейясу пытается понять, чему же служит зашифрованное Число. С помощью анализа двух изданных версий «Броска костей» он обнаруживает, что число слов не может быть подсчитано однозначно из-за составных слов, написанных через дефис. Таким образом создается сомнение в существовании самого кода, что отсылает к сомнению Капитана, а вместе с этим и к сомнению Малларме в том, стоит ли вообще зашифровывать свою поэму. Число становится одновременно и зашифрованным, и не зашифрованным — это теперь зависит только от читателя, что делает «Бросок костей» бесконечным. По мнению Мейясу, это произведение по своей сути — попытка Малларме создать «рассеяние Случая», подобно божественному рассеянию в Причастии, что перекликается с его размышлениями о необходимости новой общественной религии.

### Книги
- After Finitude: An Essay On The Necessity Of Contingency, trans. Ray Brassier (Continuum, 2008)
- The Number and the Siren: A Decipherment of Mallarme’s Coup De Des (Urbanomic, 2012)
- Science Fiction and Extro-Science Fiction, trans. Alyosha Edlebi (Univocal, 2015)

### Статьи
- Potentiality and virtuality, in Collapse, vol. II : Speculative Realism.[10]
- Subtraction and Contraction: Deleuze, Immanence and Matter and Memory, in Collapse, vol. III : Unknown Deleuze.[11]
- Spectral dilemma, in Collapse vol. IV : Concept Horror,.[12]

### Тексты по-французски
- " Nouveauté et événement ", in Alain Badiou. Penser le multiple, C. Ramond (éd)., Paris, L’Harmattan, 2002.
- " Deuil à venir, dieu à venir ", Critique, janvier-février 2006, n°704-705.
- " Potentialité et virtualité ", Failles, Printemps 2006, n°2.
- " Soustraction et contraction, à propos d’une remarque de Deleuze sur Matière et mémoire «, Philosophie, décembre 2007,n°96, pp. 67–93
- » Temps et surgissement ex nihilo «, École normale supérieure, 24 avril 2006.
- » Métaphysique et fiction des mondes hors-science «, École normale supérieure, 18 mai 2006.
- » La décision et l’indécidable dans L’Être et l’événement I et II «, École normale supérieure, 24 novembre 2006.
- » Histoire et événement chez Alain Badiou «, intervention au séminaire „Marx au XXI siècle“ le 6 février 2008 (vidéo). version écrite de l’intervention sur le site „Marx au XXI siècle“
- » Stage de rentrée : Pratiques actuelles de la philosophie «, École normale supérieure, 24 septembre 2008.
- » L’immanence d’outre-Monde " (недоступная ссылка), Revista Ethica, Cadernos Academicos, volume 16, n°2, 2009.
- " Badiou et Mallarmé : l'événement et le peut-être «, in Autour d’Alain Badiou, Germina, 2011
- » Meillassoux’s Virtual Future " Graham Harman (en anglais) continent., Printemps 2011, n°78-91.

### Тексты на русском языке
- Мейясу К. Время без становления: Доклад в Университете Мидлсекса в рамках семинара Центра исследования современной европейской философии, организованного Питером Холлуардом и Рэем Брасье, 8 мая 2008 года // Гефтер. 2013. 14 февраля.
- Мейясу К. Дилемма призрака (PDF) / Пер. А. Писарева // Логос. 2013. № 2 (92). С. 70—80.
- Мейясу К. Число и сирена: Чтение «Броска костей» Малларме / Пер. С. Лосевой под ред. И. Дуденковой // Носорог. 2014. № 1. С. 179—223.
- Мейясу К. Число и сирена: Чтение «Броска костей» Малларме. Окончание / Пер. С. Лосевой под ред. И. Дуденковой, А. Писарева // Носорог. 2014/2015. № 2. С. 131—207.
- Мейясу К. После конечности: Эссе о необходимости контингентности. — Екатеринбург; М.: Кабинетный ученый, 2016. — 196 с.
- Мейясу К. Число и сирена. Чтение «Броска костей» Малларме / Пер. с фр. С. Лосевой и К. Саркисова. — М.: Носорог, 2018. — 224 с.